# 함태영
함태영(咸台永, 1873년 12월 11일 ~ 1964년 10월 24일)은 대한제국의 법관이자, 일제 강점기의 독립운동가, 종교인, 대한민국의 정치인이다. 3·1 운동 당시 민족대표 48인의 한 사람이기도 하다. 1952년 8월 15일부터 1956년 8월 14일까지 대한민국의 제3대 부통령을 역임하였다. 본관은 강릉(江陵). 자는 자경(子卿), 아호는 송암(松岩).
함경북도 무산군 출생이다. 1895년(고종 32년) 4월 16일 한국 최초의 근대식 법조인 교육기관인 법관양성소에 입학하여, 법관양성소 재학 중인 1896년 3월 5일 한성재판소 검사시보로 재직했다. 대한제국 때인 1898년 법관양성소를 수석으로 졸업하고 한성재판소에서 검사로 법관 근무를 시작했다. 한성재판소 판사 당시에는 독립협회, 만민공동회의 사건 수사 담당자였다. 그는 독립협회 사건으로 체포된 이상재, 윤치호, 이승만 등 독립협회, 만민공동회 관련자들에 대한 관대한 판결을 내렸으며, 이 인연으로 훗날 이승만의 지지를 받고 부통령이 되기도 했다. 이후 고등재판소 검사, 평리원 검사, 법부 형사국 서기관과 법률기초위원, 1908년(융희 2) 10월 8일 대심원판사 등을 역임했지만 독립협회, 만민공동회 사건 이후 집권층의 의도를 반영하지 않아 파면과 복직을 반복하다가 1910년(융희 4년) 10월 2일 경술국지 이후 사퇴했다. 1919년에는 파리강화회담에 보내는 독립탄원서를 작성했고 3·1운동 당시 중앙지도체 인사 중의 한 사람이었다.
1919년 3·1 운동 거사 직전 비밀연락에 참여하였으며 3·1 운동에는 민족대표 48인 중 한 사람으로 참가하여 만세선언서 등을 운반, 배포했다가 체포되어 징역 3년형을 선고받고 서대문형무소에서 복역하다 2년만에 가석방되었다. 이후 목회자, 선교 단체, 교육사업 등에 활동하다 1945년 광복 뒤, 이승만의 권고로 인하여 우익 정치인으로 활동하였다. 정부 수립 후 법무부장관에 추천되었으나 낙마하였다. 그러나 이후 1949년 제2대 심계원장과 심계관, 1951년 한신대학교 학장을 지냈으며, 1951년 5월 16일 대한민국 제2대 부통령 선거에 출마하였으나 낙선하였고 1952년의 정부통령 선거 때 제3대 부통령에 출마하여 당선되었다. 부통령 퇴임 후에는 한신대학교 이사장을 지냈고 1960년에는 이승만 환국추진위원회에서 활동하였다.
손자 함인섭은 강원대학교의 설립자이다.

## 생애

### 생애 초기

#### 출생과 유년기
함태영은 1872년(고종 9년) 10월 22일 함경북도 무산군 무산읍 읍내에서 무관을 지낸 함우택(咸遇澤)과 원주 변씨의 아들로 태어났다. 아버지 함우택은 서당의 훈장이었고 작명, 관상, 풍수지리에도 능하였다고 한다.
아버지 함우택은 본부인 밀양 손씨를 잃고, 연이어 두번째 부인 동래 정씨도 잃고, 후에 맞이한 부인 원주 변씨에게서 함태영을 보았다. 함태영의 친형제 자매, 이복 형제자매가 몇 명인지는 정확하게 알려져 있지 않다. 어려서 그는 외가가 있는 함북 무산에서 성장하였다.

#### 소년 시절
1884년(고종 21년) 잠시 한성에 거주하기도 했으나, 관료생활을 하면서 본격 한성에 거주하게 되었다. 아버지 함우택은 전라좌수영 도시 무과에 급제하여 1889년(고종 26년)에 선략장군 행용양위 부사과에 제수되어 한양으로 떠났으며 사헌부감찰, 통정대부 의관 등을 지냈고 기독교인이 되었다. 아버지를 따라 함태영도 기독교 신앙에 투신하였고, 장로가 되었다. 한편 어린 나이에 생모 변씨를 여의었다. 함태영은 11세까지 고향에 머물면서 한문사숙에서 한문을 배웠다. 아버지 함우택은 이후 관직이 정3품 통정대부 중추원의관에 이르렀다.
무산군 무침다리(현 장초동 ) 집에서 한학을 공부하며 과거를 준비하던 그는 1894년(고종 31년) 6월 갑오경장으로 과거제도가 폐지되는 바람에 실의에 빠졌다. 그러나 다음해 에을 미 개혁 이 단행되면서 법관 양성소가 설치되자 제1기생으로 입학하였다. 최초의 근대적 법학 교육기관인 법관 양성소의 교육 기간 은 6개월이었고, 졸업하면 성법학사(成法學士) 자격을 주었다. 일찍이 그는 손백선(孫百善)의 딸 밀양 손씨와 결혼하였으나 사별하고 다시 최영철(崔榮澈)의 딸 전주최씨와 재혼하였으나 역시 일찍 사별하였다. 생모 원주 변씨의 초장지였던 과천군 동작리(뒷날의 서울특별시 동작동) 산 서쪽 기슭 대성황사 미좌, 변씨 묘소 동쪽에 쌍분으로 마련했던 두 전처의 묘소는 후에 실전되었다.

### 법관 양성소 수학
함태영은 1895년(고종 32년) 4월 16일 '재판소 구성법' 공포에 따라 설치된 한국 최초의 근대식 법조인 교육기관인 법관양성소에 입교, 그해 11월 법관양성소 속성과(速成科)로 전과하였다. 법관양성소 재직 중 1896년 3월 5일 한성재판소검사시보(漢城裁判所檢事試補)겸 주임관6등 2급(奏任六等二級)에 보직되었다. 1896년 11월 법관양성소를 수석으로 졸업하고 97년 11월 1일 경기재판소 판사시보(畿裁判所判事試補) 주임관 5등 1급(奏任五等一級)으로 발령되었다.
당시 졸업생 명단을 보면 함태영의 이름이 맨 위에 있는데, 그것은 그가 최우수 성적으로 졸업을 했기 때문이다. 그래서 훗날 서울법대 동창회 명부에 제1호 회원이 바로 함태영으로 나와 있다. 1897년 한성재판소검사시보에 임명되고 6월 11일 수원군으로 파견되었다. 9월 29일 한성재판소 검사로 임명되면서 법관생활을 시작하였다. 11월 1일 경기도재판소 판사(京畿道裁判所判事)에 임명되었다. 한성에 올라와 거주하던 그는 경술국치 이후에는 세브란스 병원 사택 근처에서 거주하였다.

### 법관 활동

#### 법관 생활 초기
1898년(광무 1년) 1월 25일 한성부재판소 검사가 되고 이후 고등재판소 검사, 평리원 검사, 법부(法部) 법률기초위원, 대심원 판사 등을 지냈다. 1898년(광무 1년) 2월 경기도재판소가 폐지되면서 2월 25일 졸업과 동시에 한성부재판소로 발령, 한성부재판소 검사(檢事) 주임관 5등 1급(奏任五等一級)이 되었다.
1898년(광무 1년) 7월 26일 김홍륙이 황태자의 커피에 독을 타서 독살하려 했다는 혐의로 체포 되었다. 고종은 냄새가 이상하여 마시지 않았는데, 황태자는 마시다가 토하고 기절했다. 김홍륙에 대한 재판을 평리원 판사 함태영이 맡게 되었다. 7월 25일 고종 탄신 다음 날 에 발생한 것으로 김홍륙은 시베리아에서 서양 요리사 김종호를 궁중 요리사 로 추천하여 고종 과 황태자의 수라상을 차리고 있었다. 수라상은 내 소주방에서 접시와 음식을 먼저 검사하고 맛보고 올리는데, 그 커피를 맛본 사람은 아무 이상이 없었다. 함태영은 일단 김홍륙에게 증거 불충분 이란 이유로 무죄 또는 가벼운 처벌로 끝내려 하였다. 민씨 가문에서는 극형 에 처하라고 계속 압력을 보냈다. 그러나 함태영은 민씨 정권의 요구를 거절했다.
훗날 김홍륙의 먼 일가 후손 인 김재준(金在俊) 목사는 만년의 함태영에게 이 사건의 진상을 물어보았다. 함태영은 이 사건은 민씨네가 조작한 음모였다고 술회하였다. 그러나 고종으로부터 어떠한 밀지가 있었는지에 대하여는 끝내 함구하였다. 재판은 다른 판사에게 넘겨지고 김홍륙 등은 사형당했다.

#### 독립협회 사건 이후
그해 8월 20일 법부검사 주임관 5등 1급(任法部檢事 奏任五等一級)이 되었다가 8월 22일 고등재판소검사(高等裁判所檢事)로 전임되었다. 독립협회 사건으로 기소된 이상재(李商在), 윤치호 등에게 무죄를 선고하고, 이상재를 비롯한 중심인물 17명에게 가벼운 벌을 내렸다.
1898년 11월 공화정을 만들려 한다는 무고를 받고 체포 된 독립협회 간부 들을 그가 직접 담당하게 되었다. 이때 그는 17명의 독립협회 간부 들을 취조하면서 그들이 "그렇게 당당할 수가 없다"는 점 에 놀랐다고 한다.
 함태영은 독립협회 간부들인 이승만, 이상재, 윤치호, 서재필 등이 공화정부를 수립하려 하는 물증이 없다고 판결했다. 그러나 함태영의 독립협회에 대한 우호적 태도로 그의 신변에도 여러번 위협이 있었다. 함태영은 윤치호 대통령 추대설 또는 박영효 대통령 추대설, 이준용 대통령 추대설이나 공화정 수립 기도에 대한 증거가 없다는 결론을 내렸다. 함태영은 이들에게 내란죄를 적용하기 어려우므로 관대한 처분을 상주하였다가 오히려 곤란을 겪게 되었다.
1898년 11월 2일 주임관 4등(奏任官四等)으로 특별 서임되었다. 11월 16일 함태영은 한규설과 함께 상주를 올려 독립협회를 방해하던 조병식, 민종묵, 이기동, 김정근 등을 독립협회를 증거 없이 무고했다며 탄핵하였다. 그러나 고종의 의중임에도 소신껏 이상재 등에게 무죄를 선고했다는 이유로 미움을 받고 11월 22일 고등재판소에서 알아서 조사할 일을 관인이 규정을 준수하지 않고 수시로 드나들면서 봤다는 이유로 파면당하였다. 그러나 5일만에 복관되어 11월 27일 법부검사가 되었다. 이후 법부 대심원(大審院)·복심법원(覆審法院)의 판사를 역임하였다.
함태영은 독립협회에 호의적인 판결을 내렸으나, 황국협회와 보부상은 독립협회가 박영효를 대통령으로 윤치호를 부통령으로 세우려 한다, 윤치호를 대통령으로 옹립하려 한다, 이준용을 대통령으로 세우려 한다는 유언비어를 유포했고, 이후 이상재, 이승만, 윤치호, 양기탁, 남궁억, 안창호, 신채호, 신규식, 이갑, 박은식, 이동휘, 이동휘, 허위 등 독립협회와 만민공동회 회원 400여명이 체포, 투옥 되었다. 동시에 황국협회와 보부상단의 조병식, 이기동 등은 석방 되었다. 고종은 독립협회, 만민공동회 해산령을 내린다.
함태영은 독립협회 등의 편의를 봐주었다는 이유로 1899년 3월 13일자로 법부 검사에서 다시 한성부재판소 검사 주임관 4등 1급(轉任漢城府裁判所檢事 奏任四等一級)으로 전출되고 일반 죄수와 민사를 담당하다가 4월 3일 면직되었다. 함태영은 여러 가지로 상황을 판단하고 장래를 생각하다가 보름만에 사표를 던졌다. 재임 중, 불의를 참지 못하는 강직한 성품으로 인하여 집권층의 미움을 받아 면관·복직되기를 여러 차례 거듭하다가 1907년 공소원 검사로 부임하였으나 소신 판결로 집권층의 눈밖에 나게 되었다.

#### 일본 방문과 복귀
1899년(광무 2년) 5월 고종은 검사 사직서를 내고 두문불출 하고 있던 함태영에게 일본에 다녀오라는 명을 받았다. 그것은 일본 에 있는 망명 정객들의 동정을 살피고 오라는 밀령이었다. 1899년 5월 일본으로 건너갔는데, 며칠간 일본에 체류하며 함태영이 어떠한 일을 하였는지, 어떤 인물들을 어떻게 감시하였는지는 알려져있지 않다. 한편 당시 대한제국 정부 관비 일본유학생의 한 사람이던 박중양은 해방 이후 1950년대, 생애 후반까지도 함태영을 미워하고 조롱하였다. 1899년말 일본에서 돌아와 고종에게 복명한 다음 다시 칩거 생활에 들어갔다. 고종은 함태영의 솔직 하고도 의기있는 인품을 그대로 버려두기가 아까워 그를 고등재판소인 평리원(平理院) 검사 로 임명하였다.
평리원 검사가 된 함태영은 김포 갈밭을 비롯한 황무지 개간권 사건을 다루게 되어 일본 상인과 송병준, 이용구 등의 책동 을 분쇄하고, 이준이 이끄는 대한보안회(大韓保安會), 협동회(協同會)의 주장을 받아들였다.
고종과 왕실에 대한 반감을 드러낸 이승만 등과 달리 함태영은 말년, 대한민국 건국 이후까지도 고종과 왕실에 긍정적인 평가를 내렸다. 그에 의하면 '고종은 명군 이었어. 다만 시운을 잘못 만나 불행한 국왕이지"라는 것이 함태영의 훗날까지의 신념이었다.

#### 관료 생활과 법관 복귀
이후 1899년(광무 3년) 3월 30일 밝혀지지 않은 사유로 징계를 받고 해임, 1899년 10월경 일본으로 건너가 효고현을 방문했는데, 당시 요시찰 인물로 지정되어 효고현 지사에게 보고되었다. 10월 14일 박영효 등을 방문하였다.
1902년 2월 14일 전라남도 관찰소주사 판임관 2등(全羅南道觀察所主事 敍判任二等)이 되고 5월 28일 정3품으로 승자되었으나 1903년 9월 2일 면직되었다가 9월 3일 6품으로 복직했다. 1904년 4월 30일 철도원주사(鐵道院主事)가 되었으나 5월 13일 사직서를 제출하고 의원면직하였다. 다시 1904년 6월 13일 철도원주사 판임관 3등(鐵道院主事 敍判任三等)에 임명되었다가 7월 3일 근무 중 직무유기로 징계, 7월 6일 면직되었다.
그 뒤 다시 법관으로 복직, 1905년(광무 8년) 2월 25일 평리원 검사, 같은 해 3월 30일 평리원 검사 주임관 4등 1급(平理院檢事 敍奏任四等一級)이 되고, 5월 2일 죄인을 조사하지 않았다는 이유로 징계를 받았다. 1905년 5월 21일 평리원 검사직을 사직하였으나 같은 날 법부참서관에 임명되었다.
1905년(광무 8년) 6월 23일 법부참서관 주임관 4등(任法部參書官 奏任四等)에 임명된 뒤, 그해 7월 25일 겸임 법부 법률기초위원(法部法律起草委員)을 거쳐 10월 9일 정3품이 되었다. 1905년 11월 5일 경가전(慶嘉殿)의 개수 시, 감독관으로 공사에 참여한 공로로 정3품 당상관 통정대부로 승진했다. 1906년 6월 29일 주임관 4등 5급이 되고, 같은 해 12월 특별 상금으로 30환(三十圜)을 받았다. 1907년 6월 20일 법부서기관 주임관 3등(法部書記官 奏任三等), 6월 28일 주임관 2등 4급(奏任二等 四級)을 거쳐 1907년 5월 10일 법부서기관(法部書記官)이 되었다. 그러므로 법관양성소 1895년 11월 제1회 수석졸업생(47인 중)인 그는 법조직(관직)에 14년간 종사하고 이후 변호사 개업사실도 전혀 없었다(일제 때인 1912년 4월 1일 일본 총독부가 그를 경성복심법원 판사로 임명하려고 했으나 이에 불응하여 휴직하고 같은 해 7월 21일자로 퇴직한 것으로 처리되어 있어 실제 재직한 바 없다).
순종 즉위 후 1907년(융희 1년) 8월 27일 법부 형사국 서기관으로 재직 중 겸임 형법교정관에 임명되었다. 1908년(융희 2년) 법부 형사국 서기관이 되었다가, 그해 9월 14일 판사에 임명되고 대심원판사(大審院判事)로 발령되고 10월 8일 판사 주임관 2등(判事 奏任官二等)이 되었다. 1910년(융희 4년) 경성부 경성공소원 판사로 발령되었으나 10월 2일 경술국치 후 사직하였다.

### 독립운동과 신앙 활동

#### 신앙 생활
관료 생활 중 그는 연동교회에 출석했다. 1907년 장로 장립을 앞두고 `양반대표'와 `천민대표'가 경합을 벌이게 됐고, 허랑방탕한 천민 출신의 이명혁과 점잖은 양반 출신의 이원긍이 장로직을 놓고 경합했다. 그러나 천민계급이 계속 완승을 거두었다．그때마다 게일 선교사는 '교회는 신분의 위세를 부리는 곳이 아니다．하나님 앞에서는 모두가 평등하다'며 냉철히 대하였다. 1908년(융희 2년) 그는 복부에 큰 종기가 생겨 와병하였다. 1909년 1월 연동교회의 집사로 임명되었다.
3대에 걸쳐 천민계급에서 장로가 선출되자 1909년(융희 3년) 연동교회는 양반과 상민 논쟁에 휩싸여 양반신자들은 연동교회를 떠나 묘동교회를 설립했다．이원긍, 오경선 등은 연동교회를 향해 손가락질을 했고, '상놈들과 함께 지내면 망신스러워 안 되겠다．양반교회를 하나 세우자'며 교회를 떠났으며 아버지 함우택도 그들을 따라 연동교회를 떠났다. 장로로 장립된 고찬익, 이명혁 등은 노름꾼 출신으로 방탕한 생활을 했고, 고찬익의 전도로 연동교회에 나온 임공진은 광대 출신이라 양반 신자들은 이들을 경멸했다.
1909년 6월 양반 신자 100여 명은 상놈들과 같이 한 자리에서 예배 드릴 수 없다며 묘동교회를 개척하고, 그의 아버지 함우택도 그 곳으로 나갔지만 함태영은 아버지를 따라가지 않았다. 그는 아버지의 뜻을 따르지 않고, 연동교회를 떠난 사람들을 꾸짖었다．'신분의 차이 때문에 교회를 옮기는 것은 옳지 않다'며 그는 연동교회에 남아 있었다.1910년 공직에서 물러났다. 경술국치 이후 관직에서 사퇴했다. 교회 장로로 교회일에도 열심히 나서서 활동하였으며, 1906년 조종만 등과 함께 사재를 털어 봉익동 분동교회 헌당에 기부하였다.

#### 독립운동과 사회활동

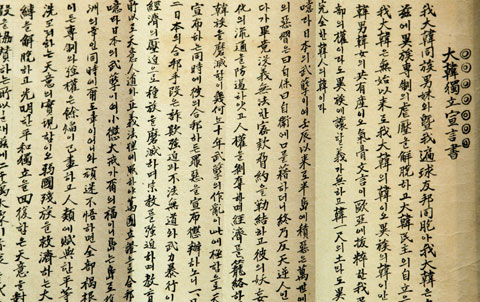
무오독립선언서 석판 인쇄본

김순애

1910년(융희 4년) 10월 1일 대한제국이 국권을 상실하자, 그는 그는 법관직에서 사퇴하였다. 경술국치 이후 판사직에서 물러나 있던 중, 1918년 호서은행의 창립 발기인의 한 사람이 되었다. 1911년 연동교회 집사로 임명되었다. 1915년 기독교장로회 경충노회 추천을 받고 평양 장로회신학교에 입학하였으며, 평양 장로회 신학교 재학 중 1918년 조선 예수교 장로회 헌법 기초위원의 한 사람으로 피선되었다.
1918년 4월 함태영은 남대문교회의 조사(助師, 대한민국 건국 후 전도사로 명칭변경)에 임명되었다. 1918년 말, 미국 대통령 우드로 윌슨의 민족자결주의에 고무된 조선인 독립운동가들은 1919년에 프랑스 파리에서 열리는 조선인 대표자를 파견할 것을 계획하는데 참여했다. 이어 그는 김규식 등과 함께 윌슨에게 보내는 탄원서를 작성하였다.
1919년 2월 28일 파리강화회담과 미국 대통령 윌슨에게 보내는 독립탄원서를 전달하는 책임을 맡고, 이승훈과 함께, 상하이[上海]에 머물고 있는 현순(玄楯)에게 전하기 위해 김지환을 시켜 파견했으나 김지환은 만주 안동현(安東縣)의 목사 김병례(金炳禮) 돌아오는 길에 일본 헌병에게 체포되어 실패했다. 국내에서 큰 소란을 일으켜 우리의 활동을 주목하게 해야 목적이 달성된다는 의사를 타전해 온 김규식의 주장에 고무되어 신한청년당은 국내에 사람을 파견하여, 함태영, 조만식 등의 민족지도자를 만나게 했다. 김규식의 부인 김순애는 배를 타고 국내에 잠입하여 애국부인회 결성을 추진하였다. 함태영을 만나 국내 독립운동 전개 방법을 논의하였으나 함태영은 김순애가 투옥될 경우 해외에서 활동하는 남편 우사 김규식에게 심리적 부담감과 해외 독립운동 활동에 타격을 줄 수 있다고 설득하여 김순애를 다시 상하이로 귀환하게 하고 배웅해주었다.

#### 3.1 만세 운동과 투옥

민족대표 33인 외 체포된 인물 사진

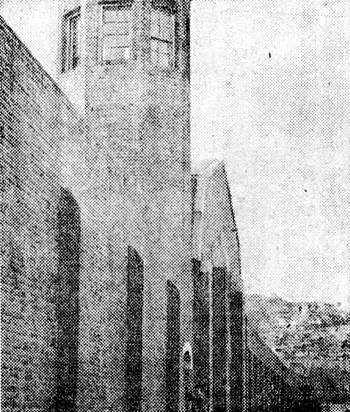
1938년 서대문 형무소 외곽

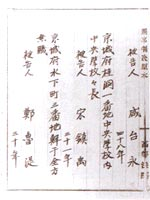
1919년 함태영, 송진우 등에게 만세 선동 혐의로 발부된 총독부 체포장

1919년 3·1 운동에는 이승훈의 권고로, 민족대표 48인 중 전필순(全弼淳), 현순(玄楯) 등과 함께 기독교계 대표자의 한 사람으로 참가했다. 1954년의 3.1절 기념 회고담에서는 그에게 3·1 만세 운동의 계획을 알려 준 또다른 인물은 이상재였다. 1919년 2월 20일 밤 서울 남대문로5가의 함태영 집에서 이갑성, 현순(玄楯), 안세환, 오상근(吳尙根) 등과 만나, 3월 1일의 만세운동을 계획하였다. 3.1운동 전날인 2월 28일에는 독립선언서 900장을 인쇄, 목사 김창준에게 넘겨 이 중 600장을 이갑성(李甲成)에게 전달하고, 나머지 300장은 경성화상점 사무원 이계창(李桂昌)을 시켜 평안북도 선천으로 가져가 분배하게 했다.
2월 27일 오후 1시 인쇄된 초안을 이승훈, 박희도, 김창준, 박동완, 신석구 등에게 공개하였다. 취조 당시 이승훈의 진술서에 의하면, 이들 중 일부는 함태영에게 도장을 맡겼다. 2월 27일과 2월 28일 인쇄소인 보성사(普成社)에서 계속 인쇄하였고 그는 900여 장을 챙겼다. 3·1 운동 당시 기독교 세력을 중심으로 천도교와 연합하는 기획 과정부터 깊이 개입했으며, 그는 독립선언서 인쇄와 운반, 포장과 배포를 맡았다. 그는 이갑성 등에게도 유인물을 전달하여 조선 각지로 배포하게 했다. 당시 3·1독립운동 선언서에 민족 대표자 서명을 받을 때 서명했지만 함태영의 서명은 제외했는데, 이는 서명한 민족대표자 중 기독교계 대표자 16명의 가정과 생계문제를 맡아야 될 인물로 지명되어 함태영의 서명은 제외시켰다. 그는 주동자의 한 사람으로서 체포되어 징역 3년형을 선고 받고 서대문형무소에 수감되었다.

#### 복역 생활과 재판
그는 서대문형무소에 투옥되었다. 당시 만세 운동에 서명하지 않았던 이상재도 관련자로 의심받고 체포되어 왔다. 만세 운동의 전개 과정을 접해서 알던 이상재는 고민했고, 함태영은 그에게 끝까지 모른다고 말하라고 부탁했다. 이상재는 함태영이 수감에서 풀려날 때까지 3.1 만세 운동 관련 수감자들 중 기독교계 참여자 가족들의 생계를 지원하였다. 6개월간 조사 받던 이상재는 혐의 없음으로 기소중지되었다.
수감 중에도 그는 간수들을 원망하거나 폭언을 하지 않고 조용히 타일렀으며, 오히려 간수들에게 공격적으로 대하는 다른 만세참여자나 다른 죄수들을 설득시켰다. 함태영이 투옥된 실에는 일본인 간수들이 상주하였다. 함태영은 자신의 담당 간수를 볼때 마다 "너희들 잘못이 아니다. 우리는 조선 사람 이기 때문에 잃어버린 나라를 찾으려는 것 뿐이었다 " 라고 타이르곤 했다. 그 간수는 그 뒤 비번 때 바깥에 다녀와서는 사회 움직임 이라 든지 여러 가지 새소식 을 적어주는 등 편의를 보아 주었다. 또 사식을 차입할 때 밥 속에 쪽지를 넣어도 걸리지 않는 방법도 가르쳐 주었다한다.
1919년 7월 서대문형무소 투옥 상태에서 2심 재판을 받고, 1919년 10월 30일 3심에서 출판물법 위반 및 보안법 위반으로 징역 3년형이 최종 확정되었다.

#### 목사 안수
1921년 12월 23일 투옥된지 2년 만에 가출옥으로 석방되었다. 이후 함태영은 수감, 복역중인 민족대표자 중 다른 기독교 대표자들의 가족들의 생계를 해당 당사자의 출옥 전까지 지원하였다. 1921년 12월 평양신학교에 입학하였다.
경술국치 이전에 이미 집사와 장로의 직분을 얻었던 그는 출옥 후에 평양신학교에 입학했으며, 1922년 12월 평양신학교를 졸업하고 경충노회에서 장로교 목사 안수를 받았다. 이후 장로회 총회장, 조선신학원 이사장 등을 지냈으며, 상하이 임시정부와의 연락, 교신활동을 하였고 독립군 활동 자금을 모금 후 임시정부로 보내기도 하였다. 1922년 12월 경충노회에서 목사 안수를 받고 충청북도 청주부 청주읍교회 위임목사로 부임하였다. 1923년 9월 8일부터 9월 13일까지 신의주 제일교회에서 열린 조선장로회 총회에서 제12대 총회장에 피선되었다. 1년 뒤 1924년 9월 13일에서 9월 18일 함북 신창리교회에서 이자익을 후임자로 선출할 때까지 총최장으로 재직했다.

#### 목회 활동
1922년 12월 목사 안수를 받은 뒤 청주교회(淸州敎會) 담임목사로 부임하였다. 이후 경남 마산의 마산교회의 목사 임명 문제를 놓고 분쟁이 발생하여 장로회총회가 개입하게 되자, 그는 기독교장로회 총회의 특별위원의 한 사람으로 선정되어 마산으로 부임하여 협상에 참여하였다. 1925년 한국장로교총회 특별위원회 위원에 선출되었다. 당시 그는 경남노회의 입장을 지지하였다. 1926년 청주교회 담임목사 재직 중 충청노회 노회장에 선출되어 겸직하였다.
1926년 9월 10일부터 9월 19일에는 평양에서 열린 조선장로회총회에 참여하여, 일본 문부성의 종교법안 반대에 기독교 장로교회 측 진정위원의 한사람으로 선출, 일본에 파견되었다가 돌아왔다. 함태영은 1927년 12월에 마산 문창교회의 제6대 목사로 부임하여 교회를 안정시키려 하였으나 실패하였다. 1928년에는 경남노회 노회장에 선출되었고, 1929년 마산 문창교회 목사직을 사임하였다.
1929년 12월 경성 연동교회의 초빙을 받고 연동교회 담임목사로 부임하였다. 그가 대한제국 시절 한성에서 처음 평신자로 다녔던 교회였다. 1929년 평양숭실전문학교 이사, 1930년 조선예수교회서회(書會) 이사 등을 거쳐 1932년에는 연동교회 담임목사 재직 중 경성노회(京城老會) 노회장에 선출되었다. 1933년 조선기독교 연합공의회 회장을 지냈다.
1933년 6월 27일 정신여학교 후원발기회의 발기위원의 한사람이 되었다.

### 일제 강점기 후반
1930년대 중반 그는 적극신앙단과도 관련되었다. 그는 장로교회 내부에서 기호파와 서북파가 갈등할 때, 장로교내 반서북파의 일원으로 활동하였다. 1935년 2월 10일 윤치호, 양주삼 등과 함께 조선총독부 학무국을 찾아가 기독교인에 대한 차별대우를 중단할 것을 촉구하였다. 이때 함태영은 기독교인들도 죄수들과 자유롭게 대화하도록 허용해줄 것을 제안하였다. 1935년 9월 19일 중앙 YMCA로 찾아가 윤치호에게 연동교회 재건축 비용 2만 5천엔을 기부해줄 것을 요청했으나, 거절당했다. 1935년 11월 18일에는 경성에서 열린 장로회 경성노회에서 적극신앙단과 관련되어 함태영과 전필순, 권영식 등 목사 3명의 회원권 정지를 가결하였다.
1936년 5월 15일 경성부 수송정 116번지에서 기독교계 연합회 신문인 기독신보사(基督申報社) 창립에 참석하고, 기독신보사의 장로교측 이사의 한 사람이 되었다.
일제 강정기 후반 조선 예수교 장로회 총회장(朝鮮耶蘇敎長老會總會長), 평양숭실전문학교(平壤崇實傳門學敎) 재단 이사 등을 역임했다. 그는 1937년의 조선총독부의 신사 참배 강요를 거부하여 요시찰 인물로 감시를 당하기도 하였다. 1938년에는 조선총독부 경무국 보고서에 동지회, 흥업구락부의 관련 인사의 한 사람으로 지목되었다. 1938년 10월 16일의 조선신궁 신사 참배 당시 소집에는 응하였으나 신사 참배는 거부하였다. 1940년 일제는 그에게 창씨 개명을 강요하였으나 거절하였다. 학도병 권유문 및 각종 서명, 기고, 참여 요구를 거절하고, 목회 활동에 전념하였다. 1939년 2월부터 조선신학교 설립을 추진, 송창근, 김대현, 김영주 등과 함께 조선신학원 설립기성회를 결성하고 신학교 설립기성준비위원이 되고, 1940년 4월 19일 경성부 종로구 인사정 승동교회 내에 조선신학교(한국신학대학 전신) 설립, 개강과 동시에 이사장에 취임하였다. 설립 당시 조선신학교는 장로교와 감리교회 등 기독교 교파의 연합으로 운영하였으나 1943년 감리교측과 분리하여 장로교 위주로 운영하기 시작했다.
1941년 연동교회 목사직에서 퇴직하고 원로목사에 추대되었으며, 1943년 6월 조선신학원 원장에 추대되었다. 그밖에 조선예수교장로회 총회장, 평양숭실학교의 재단 이사로도 활동했다. 1943년 세번째 부인 고숙원이 사망했다. 이후 함태영은 재혼하지 않고 살아남은 두 아들을 혼자 양육하였다.
1945년 해방 직전 경성부 송파교회의 담임목사로 시무하였고, 1945년부터 1946년까지 초동교회 초대 목사로 시무했다. 해방 직후, 혼란한 정국에서 기독교 조직을 재건하고 선교 지원 사업을 펼쳤다. 기독교 재건 및 선교 사업 활동 중 기독교 신앙을 비판, 반대하던 공산주의자들과 충돌하였다.

### 광복 이후

#### 광복 직후
1945년 9월 2일 한국민주당의 창당 발기인의 한 사람이 되었다. 9월 8일 미군정 주둔 후, 그는 미군정의 적산불하 공고를 보고 영어 실력으로 미군정 관재국장에 임명된 남궁혁 목사를 찾아가 서울역 입구 근처(경성부 용산구 동자정 15번지)에 있던 일본 천리교 조선교구 본부 건물과 경성교구 본부 건물을 불하, 인수받았다. 그는 경북 김천의 송창근, 평안북도 신의주의 한경직, 최윤관 등을 불러들여 조선신학교에 즉시 합류하였다. 덕수교회 내에 있던 조선신학원장 김재준을 교장으로 선출하고 함태영은 이사장에 선출되었다.
1945년 10월, 35년만 에 귀국한 이승만은 곧장 경기도 광주의 둔전 마을로 차를 보내어 함태영을 조선호텔로 모셨다.
함태영은 기독교 목회에 전념하려 하였지만 1946년 2월에 미군정 하에 입법의원이 구성될 때 이승만의 강력한 추천으로 남조선과도입법위원회 의원이 되었다. 항간에 구구한 세론(世論)도 있었지만 함태영은 해방 정국에서 화려한 표면 무대보다는 스스로를 낮추어 주춧돌이 되기를 자원하였다.
1945년 12월 서울 운동장에서 열린 임시정부 요인 귀국 환영회에 참석하였다. 이후 그는 신탁통치 반대 운동에 참여하였다.

#### 해방정국의 정치 활동
1945년 12월 23일 오후 2시 김구가 주관하는 순국선열 추념대회에 참여하였다. 순국선열추념대회 부위원장으로 선출되었다. 김구가 모스크바 3상회담에 반발, 강력한 반탁운동을 추진하자 12월 30일 결성된 신탁통치반대 국민총동원위원회 위원이 되었다.
그 뒤 남조선장로회총회부회장(南朝鮮長老會總會副會長)에 선출되고, 1946년에는 장로교 경기노회 노회장이 되었다.

1945년 12월 19일 임시정부요인 환국기념회에서 (좌측 두 번째 서있는 이가 함태영, 좌측 세 번째는 신익희, 네 번째 마이크 잡은 이(이름미상))

1946년 2월 14일 이승만·김구 등에 의해 비상국민회의 최고정무위원 28인의 한사람으로 선출되었다. 이후 민족주의 우파를 지지하는 기독교 정치인으로 활약하였다. 1946년 2월 14일 민주의원 결성대회가 열렸으나 그는 김창숙, 여운형, 정인보, 조소앙 등과 함께 민주의원 의원직을 거부하였다. 1947년 조선신학교 졸업생들과 함께 이단 교수 조사위원회 조사위원에 선출되었다. 1948년 민족주의 우파 진영이 단독정부 수립론과, 단독정부 반대론으로 나뉘게 되자 그는 이승만, 이시영 등을 따라 단독정부 수립론을 지지하였다. 기독교계에서는 조선신학원 설립위원, 이사를 거쳐 조선신학원 이사장을 지내고, 한국신학대학(한신대학교의 전신)의 제5대 학장을 역임하기도 했다. 1946년 6월 15일 오후 5시 40분 서울역에 도착한 삼의사 유골을 영접하였다. 이어 태고사(太古寺)에 마련된 빈소에 참석하였다.
1946년 6월 11일 경성 승동교회에서 장로회 총회 남부대회(제1회 남부대회)를 개회할 때 대회장은 배은희, 부대회장 함태영을 추대했다. 6월 11일부터 6월 14일까지 열린 제33차 장로회총회 대회 및 제1차 남부대회에서 그는 조선장로회총회 부회장에 선출되어 47년 4월 18일까지 재직했다. 이어 1946년 조선기독교총회에서 회장과 부회장을 선출할 때 배은희를 회장으로 선출하였고 그는 기독교총회 부회장에 선출되었다. 이어 기독교언론 기독공보사(基督公報社)의 사장에 피선되었다.
1946년 이갑성, 김창숙, 윤치영 등과 함께 이준열사기념사업회의 조직, 창설 과정에 참여하고 그해 7월 14일 이준열사기념사업회를 창립, 1대 기념사업회장에 선출되었다.
1947년 1월 서울 인현동에 기독교흥국형제단본부(基督敎興國兄弟團本部)와 함께 조선농민복음학교를 설립하였다. 농민복음학교는 그해 4월 7일에 개교하였다. 3월 10일 덕수교회 창립에 참석하고 창립 기념예배를 주관하였다. 1947년 4월 남부총회 부회장에 선출되었다.

#### 심계원장과 부통령 출마

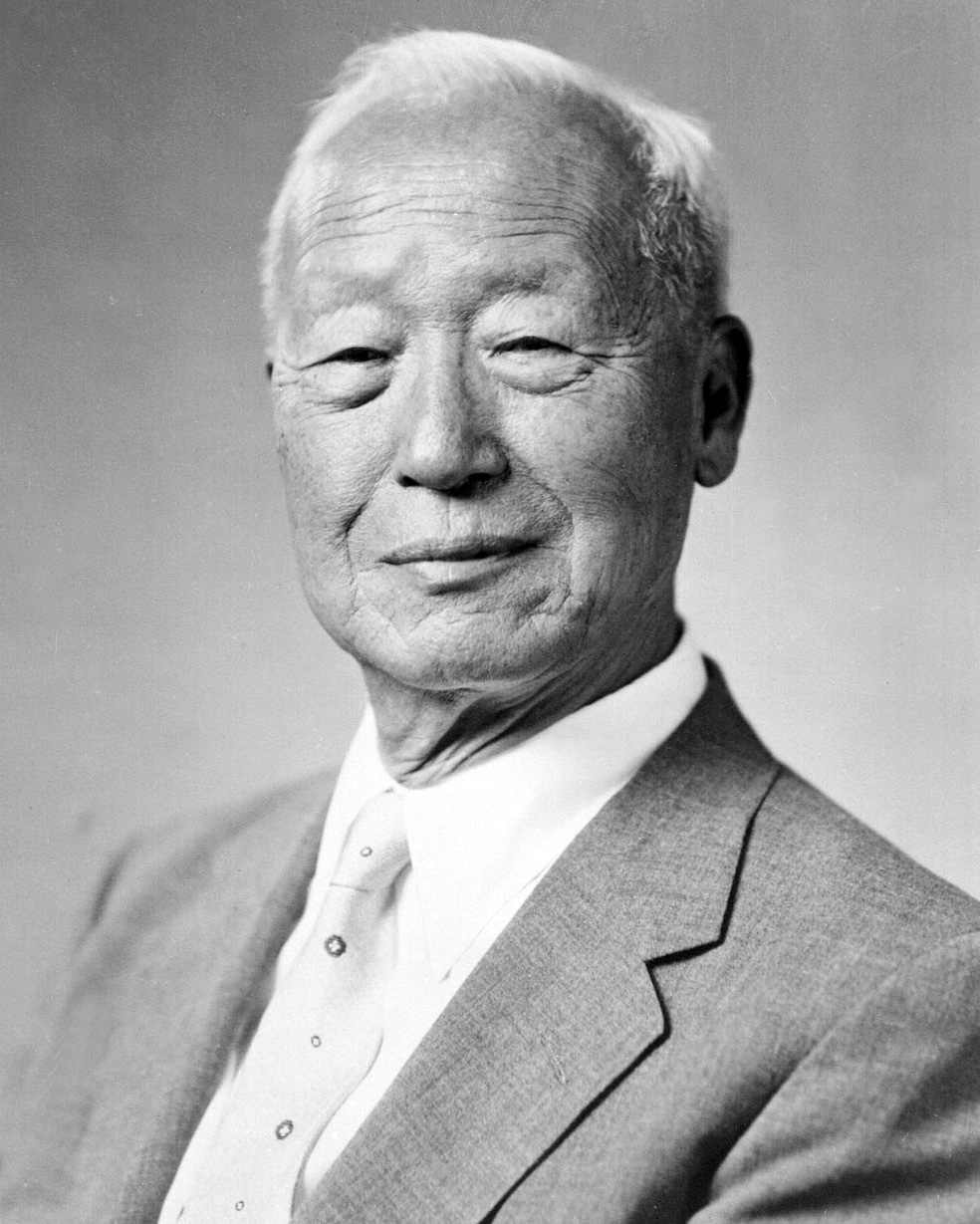
이승만

1948년 이승만의 단독정부 수립에 참여하였다. 이승만은 초대 내각 조각에 함태영을 참여시키려 하였지만 함태영이 고령이라는 점을 들어 반대하는 인사들이 있었다. 1948년 5월의 총선거와 7월의 대통령 선거로 이승만이 초대 대통령으로 되었을 때 이승만은 정부 조직의 인선 구상에서 함태영의 이름을 자주 거론 하였다. 이승만은 대법원장 또는 법무부 장관으로 함태영을 생각하였으나 여러 가지 여건들로 인하여 이를 실현시키지 못했다. 고령과 정치적 기반이 없다는 것도 복합적 여건 중의 한 요소였다.
1948년 12월 5일 반민특위 특별재판장 후보로 추천되었으나, 국회 표결 결과 김병로가 85표, 함태영은 38표로 낙마하였다.
1949년 제2대 심계원장(審計院長)에 취임하였고 1950년 6월 한국 전쟁이 발발하자 대전을 거쳐 부산으로 피신하였다. 이어 1950년 7월 조선신학대학장 임시서리에 임명되어 1951년 4월 27일까지 겸임 재직했다. 심계원장이던 그는 같은 동명이인의 목사 창현 함태영(唱泫 咸泰英)을 내무부 지방국장에 추천하였으나, 창현 함태영은 사양하였다.
1950년 6월 25일 한국 전쟁이 발발하자 손자 함의섭 내외 등 일가족과 함께 부산으로 피난갔다. 한국 전쟁 직후 조선신학교는 무기휴학을 발표했고, 8월에 교장 송창근이 피랍, 행방불명되었다. 그는 조선신학원을 임시로 맡아 혼란을 수습하였다.
한국 전쟁 중이던 1951년 5월 16일의 제2대 부통령 선거에서 원내 자유당 공천으로 부통령 후보자로 출마하였다. 그러나 같은 원내 자유당 공천으로 부통령 후보로 출마한 장택상과 경쟁해야 했다. 선거 결과 낙선했다. 1차 지명전에서 17표를 받고, 2차 지명전에서는 10표를 받았다. 2대 부통령 선거에서는 낙선했으나 그는 다시 3대 부통령 선거에 출마하게 된다.
1952년 2월 한국신학대학교의 제5대 학장에 추대되었다. 1953년 4월 10일 한신대 교지 코이노니아가 창간되고, 그가 편집인 겸 발행인이 되었다. 그는 서울 수유리의 부지를 확보하는데 힘을 쏟았고, 수유리로 한신대를 이전하였다.
1952년 5월, 제2대 부통령인 김성수가 부통령직에서 사퇴하자, 무소속으로 제3대 부통령으로 출마하였다. 대통령 출마설, 부통령 출마설 등의 소문이 돌았으나 그는 처음에 출마설을 부인하고 출마 권유를 물리쳤다. 그러나 이승만은 그에게 부통령 출마를 권유했다. 그는 이승만보다 나이가 많았고, 호인(好人)이었다. 이미 제2대 부통령 선거에서도 낙선하였기 때문에 당연히 그는 거절했다. 정치적 기반도 없지만 국민들이 자신의 이름 조차 모르므로 출마는 당치 않다는 대답이었다. 그러나 이승만은 걱정 말라고 하면서 막무가내로 계속 권하므로 마음씨 좋은 함태영은 출마를 결정했다. 이는 이범석의 급성장을 두려워한 이승만의 사전 포석이었고, 이승만의 강경파 측근들의 존재를 우려하던 미국 역시 함태영을 지지하였다. 7월 24일까지도 출마의사를 보이지 않다가 7월 27일에 부통령 출마를 선언하였다.
52년 7월 심계원장에서 물러난 그는 심계원 심계관이라는 직책에 임명되었다.

#### 제3대 부통령
당시 기독교인들은 함태영이 부통령 후보로 출마하면서 개신교 교계는 이윤영을 지지하는 감리교와 함태영을 지원하는 한국신학대학 계열의 신민학파, 이갑성을 지지하는 정통보수신학파로 나뉘기도 했다.
자유당의 2인자였던 이범석의 성장을 두려워한 이승만의 지원으로 경쟁자인 이범석을 누르고 80세의 나이에 대한민국 제3대 부통령에 당선되었다. 이승만이 무소속의 함태영을 추천한 이유로는 이승만 자신이 죽을 고비를 넘겼던 대한제국 고종 때의 독립협회 사건 때 재판장으로 재직중이었던 함태영이 자신을 잘 보아주었다는 과거의 인연과 함태영의 특색 없는 성격과 정치경력이 고려되었다는 것이다. 함태영은 이범석을 112만표 차로 승리하였다. 부통령이 된 함태영은 기독교 운동계 인사를 내각에 장관, 차관 후보자로 천거, 추천하였는데 이 중 이자익 등은 함태영의 추천을 사양, 거절하기도 했다. 이자익은 1942년 분열되고 연락이 두절된 각지의 장로교회를 모아 장로교 총회를 재건했고, 함태영은 이자익의 능력에 감동받아 그를 이승만에게 장관으로 추천했던 것이다. 그러나 이자익은 목사로 남겠다며 함태영의 제안을 거절했다.

1953년 하와이 한인이민 50주년 기념행사 참석

1953년 11월 15일의 하와이 한인이민 50주년 행사에 이승만 대통령이 참석할 예정이었으나 개인 사정으로 부득이 가지 못하게 되자, 11월 3일 함태영이 대신 다녀왔다. 11월 12일 여의도 비행장에서 행정사무관 김정극 등 수행원들을 데리고 출발할 예정이었다가 기상악화로 11월 14일 오후에 부산에서 민항기편으로 일본 도쿄에 도착한 뒤 도쿄에서 판아메리칸 항공으로 출국하여 하와이에 도착했다. 11월 14일부터 11월 24일 하와이 한인이민 50주년 기념행사에 참석차 미국 하와이주를 방문, 호놀룰루와 하와이를 순방하고 11월 15일 하와이 한인 이민 50주년 행사에 참석하였으며, 한인기독교회 등 하와이 한인교회, 교민 사회단체 등을 방문, 면담하고 귀국하였다.
1954년 4월 2일 CBS방송 후원회 이사에 선출되었다. 4월 5일 식목일 기념행사에 참석하다. 1954년 한국신학대학 이사장이 되었다.
54년 4월 17일 서울 남산에서 '촛불예배'로 시작된 부활절 행사가 개최되자, 4월 18일 새벽 5시30분 테일러 주한 미8군 사령관과 함께 행사에 참석하였다. 1954년 다시 한국신학대학교 학장에 취임하였고 1955년 2월 김성수가 병으로 죽자 김성수 국민장 장의위원장으로 김성수의 장례를 주관하였다.
1955년 3월 5일 인촌 김성수의 국민장이 끝난 뒤, 인촌 김성수 기념사업회가 설립되자, 기념사업회 초대 회장에 선출되었다.
1955년 대한기독교장로회총회 제12대 회장(증경총회장)에 피선되었다. 1955년 이승만의 제안으로 삼일정신선양회 조직에 착수, 참여 활동 삼일정신선양회 총재는 당시 부통령 함태영이 부총재는 대법원장 김병로가 선출되었다. 삼일정신선양회는 처음에 이승만 대통령의 제안으로 함태영 부통령에 의해 추진되었다. 부통령으로 재임 중 그는 1955년 다시 한국기독교장로회 총회장에 선출되었다.

### 생애 후반

#### 부통령 퇴임 이후
1956년 논개의 사당인 의암사 현판을 썼다. 1956년 부통령 퇴임 직후 외교관 여권으로 출국하였다. 1956년 8월 캐나다연합교회의 초청을 받고, 제3대 부통령 퇴임 직후 8월 17일부터 김정준 등과 함께 출국, 캐나다 연합교회 총회에 한국측 기독교 대표자로 참석한 뒤 성지순례를 하고, 미국, 영국, 프랑스, 네덜란드, 독일, 이탈리아를 방문, 각국의 기독교 연합회 대표자들을 만나고 기독교 유적지를 답사하고 일본을 방문했다가 1957년 1월 귀국했다. 귀국 이후 그는 목회자로 활동하였다. 그의 12개국 성지순례 및 기독교 유적지 시찰은 김정준에 의해 그해 11월 1일 《함태영옹 세계 일주기》라는 책으로 발간되었다. 1957년 6월 한국에 입국한 서독과 프랑스의 가톨릭 추기경 일행을 만났다. 1959년 2월 한국신학대학 학장직을 사퇴하고, 1959년 3월 한신대학교 명예학장에 추대되었다.
1960년 1월 20일 자유당 당무회의에서 자유당 제4대 정부통령 선거 선거대책위원회 지도위원(이갑성과 공동)에 선출되었고, 1월 22일 자유당과 구 대한국민당계 등 범여권의 선거대책위원회 고문(이갑성과 공동)에 산출되었다.
1960년 4월 25일 자유당 정권 붕괴 후, 야당 정치인과 목회자로 활동하였다. 1961년 1월 22일 오후 자동차를 타고 가다가 북아현동에서 자동차 고장으로 인한 교통사고로 전치 1주의 부상을 당하였다. 제2공화국 출범 이후 그는 윤치영, 이범석, 장택상, 허정 등과 함께 이승만 박사 환국운동 본부를 조직하고 이승만 귀국 운동을 추진했다.

#### 만년
제3공화국 출범 이후에도 이승만의 환국운동을 추진하였고, 1963년 1월 이승만박사 환국추진위원회 위원장이 되었다. 이후 제3공화국 출범 이후에는 국가원로로 예우받았고 1962년 건국공로훈장 국민장(건국훈장 독립장)이 수여되었으며, 1964년 1월 22일 중앙대학교 명예법학박사를 수여받았다. 저서로는 히브리서를 해석한 히브리인셔 주셕(히브리서 주석)을 1913년 동양서원에서 출간하였다.
1964년 10월 24일 상오 8시경 서울특별시 서대문구 북아현동 1가 396번지 자택에서 아침 식사를 마친 직후 고혈압과 노환 등의 합병증으로 사망하였다. 사망 당시 그의 나이는 93세였다. 10월 25일 정부는 총무처장관 이석제(李錫濟)의 특별담화를 통해 조의를 표하였다.

### 사망 직후
사망 후, 장례는 국민장으로 거행되었는데, 10월 30일 국민장이 결정되었고, 장례기간은 7일이었다. 정신여고 학생들의 조가 "나라를 섬기려 법관되시고 정의를 세우려 매를 맞았네" 곡의 합창과 함께 정일권, 이갑성의 조사 낭독 및 해군 군악대의 진혼곡과 함께 11시 20분 서울시청 앞에서 국민장을 시작하여 노제를 지낸 후 세종로, 종로, 돈암동 등을 거쳐 경기도 의정부에 앞서 사망한 아들 함병석의 묘 위편에 안장되었다.
묘소는 경기도 의정부시 자일동 산 3-2 함병석의 묘 위편에 있다가 2004년 11월 2일 대전현충원 애국지사 묘역으로 이장(애국지사 묘역 3-116)되었다.

## 사후
- 1965년 3월 이갑성 목사, 김춘배(金春培), 이여진(李如眞) 등 함태영기념관설립추진위원회가 구성, 66년 4월 서울 수유리 한국신학대학 구내 대지에 착공하였다. 그러나 함태영 기념관 설립 공사에 들어갔고, 그가 학장으로 있던 한국신학대학에서 대지 1천평을 기증하고, 공사비 1천만원은 사회인사들로부터 충당하였다. 박정희 대통령이 1백만원을 보내고 4백만원을 충당하여 1층 공사를 완공하였으나 2층 공사비 7백만원을 마련하지 못해, 예산부족으로 완공되지 못하였다.
- 1986년 3월 14일 경기도 의정부시 자일동에 있는 묘소가 의정부시 향토유적 제9호로 지정되었다. 그러나 뒤에 함태영의 묘소가 현충원으로 이전되면서 취소되었다.
- 1994년 전라북도 김제시 진봉면 정당리에 함태영선생 출생지 기념비가 건립되었다.
- 2002년 5월 서울대 법대 동창회로부터 제10회 자랑스런 서울 법대인상이 추서되었다.
- 2008년 8월 학술지 ‘한국사 시민강좌’ 하반기호(43호)에서 대한민국 건국 60주년 특집 ‘대한민국을 세운 사람들’ 을 선발, 건국의 기초를 다진 32명을 선정할 때 문화, 종교, 언론 부문의 한사람으로 선정되었다.[39]

## 저작
- 히브리인셔주셕(히브리서 주석), 1913

## 학력
- 1898년 법관양성소 (서울대학교 법과대학의 전신(前身)) 졸업
- 1921년 평양신학교 (장로회신학대학교의 전신(前身)) 졸업
- 1956년 캐나다 마운트엘리슨 대학 명예법학박사
- 1964년 중앙대학교 명예법학박사

## 기타 약력
- 1898년 법관양성소 수석 졸업
- 1898년 한성재판소 검사시보, 이후 한성재판소 검사
- 1898년 독립협회사건 입회검사, 독립협회 사건에 대한 온건한 사건 처리로 파면
- 이후 고등재판소 검사, 대심원 판사 역임
- 1910년 경술국치 이후 공직에서 물러남
- 1918년 조선 예수교 장로회 헌장기초위원
- 1919년 민족대표 48인의 한 사람으로 3.1운동을 주도하다 체포. 징역 3년형 선고 받음
- 1922년 12월 경충노회에서 목사 안수, 청주읍교회 위임목사로 부임
- 1923년 12대 조선 예수교 장로회 총회장
- 1933년 조선 기독교 연합공의회 회장
- 1949년 제2대 심계원장
- 1951년 한국신학대학 학장
- 1952년 제3대 대한민국 부통령
- 1955년 대한기독교장로회 총회장
- 1961년 이승만 박사 환국운동추진위원회 위원장

## 상훈 경력
- 1962년 3월 1일 건국공로훈장 독립장 (단장, 국민장)
- 2002년 5월 24일 제10회 자랑스런 서울 법대인상 (서울대학교 법과대학 동창회)

## 평가
청렴결백하고 내유외강한 전형적인 한국인이라는 평이 있다.

## 가족 관계
함태영은 3번 결혼했으나 3명의 부인 모두 상처하였고 14남매를 두었다. 4공화국에서 주미대사, 5공화국에서 대통령비서실장을 지내다 아웅산묘소폭파암살사건으로 사망한 함병춘은 함태영이 3번째로 결혼한 고숙원과의 사이에서 낳은 막내 아들이다. 손자인 함재봉은 연세대학교 정치외교학과 교수를 거쳐 아산정책연구원 이사장 겸 원장으로 재직하였으며 손자 함재학은 연세대학교 법과대학 교수이다. 그는 세번의 결혼으로 많은 자녀를 낳고 그 중 14남매가 알려졌지만 홍역으로 1주일간 자녀 3남매를 연속으로 잃기도 했다. 생전에 그는 증손부, 증손녀사위 및 4대손을 보기도 했다. 일부 증손자, 증손녀들은 함태영 일가가 6.25 전쟁으로 피난했을 때 이미 학생이었다. 함인섭의 다섯 사위와 함인섭의 손자도 생전에 보았다.
- 할아버지 : 함두삼(咸斗三, 1792년 11월 3일 ~ 1860년 7월 16일)
- 할머니 : 나주임씨(1805년 3월 3일 ~ ?년 6월 5일)
  - 큰아버지 : 함채권(咸彩權, 1823년 11월 10일 ~ 1867년 7월 23일)
  - 큰어머니 : 광산김씨(1832년 3월 13일 ~ 1867년 7월 5일)
  - 고모 : 강릉함씨
  - 고모부 : 서세안(徐世晏, 본관은 이천)
- 아버지 : 함우택(咸遇澤, 1837년 12월 2일 ~ ?)
- 어머니(아버지의 본처) : 동래 정씨(1835년 8월 10일 ~ 1861년 11월 1일), 정진용(鄭進容)의 딸
- 어머니(아버지의 본처) : 밀양 손씨(1835년 ~ 1861년 12월 10일)
- 어머니 : 원주 변씨(1850년 12월 10일 ~ 1886년 9월 1일), 변동준(邊東俊)의 딸
- 첫 번째 부인 : 밀양 손씨(1871년 4월 7일 ~ 1904년 2월 1일)
  - 아들 : 함병철(咸秉哲, 1889년 8월 4일 ~ 1947년 2월 28일)
  - 며느리 : 강이백가(姜利百加, 1890년 2월 10일 ~ 1947년 2월 28일), 강성흠(姜星欽 또는 강종근(姜種謹))의 딸
    - 손자 : 함인섭(咸仁燮, 1907년 5월 3일 ~ 1986년 9월 15일, 다른 이름은 함재인(咸在仁), 춘천농대 학장, 농림부 장관 역임)
    - 손자며느리 : 류순희(柳順嬉, 1907년 12월 16일 ~ 1949년 1월 23일), 문화인 류기환(柳基桓)의 딸
      - 증손자 : 함양호(咸陽鎬, 1931년 12월 22일 ~ )
      - 증손자며느리 : 홍숙희(洪淑熙, 1934년 11월 29일 ~ ), 남양인 홍은표(洪恩杓)의 딸
        - 현손자 : 함영덕(咸泳德, 1963년 11월 10일 ~ )

      - 증손자 : 함춘호(咸春鎬, 1934년 7월 28일 ~ )
      - 증손녀 : 함선호(咸仙鎬)
      - 증손녀 : 함연호(咸蓮鎬)

    - 손자며느리 : 유명숙(兪明淑, 1917년 5월 8일 ~ ?), 기계인 유권(兪權)의 딸, 함인섭의 두번째 부인
    - 손자 : 함의섭(咸義燮, 1910년 4월 1일 ~ 1995년, 다른 이름은 함재의(咸在義))
    - 손자며느리 : 이차례(李次禮, 1912년 1월 4일 ~ ?), 신평 이동현(李東鉉)의 딸
      - 증손자 : 함상호(咸尙鎬, 1936년 8월 14일 ~ )
      - 증손자 : 함명호(咸明鎬, 1938년 4월 16일 ~ )

  - 아들 : 함병승(咸秉昇, 1896년 8월 23일 ~ 1956년 1월 16일)
  - 며느리 : 허경도(許景道, 1897년 2월 20일 ~ 1933년 9월 13일), 양천 허정정(許鼎丁)의 딸
    - 손자 : 함재원(咸在元, 1919년 9월 17일 ~ ?)
    - 손자며느리 : 이원희(李源姬, 1928년 5월 15일 ~ ), 양성인 이상용(李尙鎔)의 딸
      - 증손자 : 함철호(咸哲鎬, 1952년 5월 25일 ~ )
      - 증손자 : 함덕호(咸德鎬, 1955년 4월 13일 ~ )
      - 증손자 : 함성호(咸聖鎬, 1956년 12월 17일 ~ )
      - 증손자 : 함준호(咸俊鎬, 1960년 12월 8일 ~ )
- 두 번째 부인 : 전주 최씨(1884년 9월 15일 ~ 1907년 10월 4일)
  - 아들 : 함병창(咸秉昌, 1907년 1월 20일 ~ ?)
- 세 번째 부인 : 고숙원(高淑媛, 1891년 11월 21일 ~ 1943년 1월 16일), 고군보(高君甫)의 딸
  - 아들 : 함병욱(咸秉昱, 1911년 3월 18일 ~ 1930년 4월 6일)
  - 아들 : 함병조(咸秉晁, 1913년 1월 29일 ~ 1966년 10월 31일)
  - 아들 : 함병호(咸秉晧, 1923년 10월 6일 ~ 1940년 4월 22일)
  - 아들 : 함병돈(咸秉暾, 1925년 6월 24일 ~ 1986년 9월 29일)
  - 아들 : 함요한(요절, 대동강에서 익사)
  - 아들 : 함병소(咸秉昭, 1928년 3월 9일 ~ ), 공무원, 기업인, 상공부 공업제1국 중화학과장 역임
  - 며느리 : 김순회(金順會, 1935년 3월 19일 ~ ), 안동인 김용우(金用雨)의 딸
    - 손녀 : 함재진(咸在珍, 1960년 5월 17일 ~ )
    - 손자 : 함재경(咸在璟, 1961년 12월 24일 ~ )

  - 아들 : 함병춘 (咸秉春, 1931년 2월 26일 ~ 1983년 10월 9일), 대통령 비서실장, 대통령 외교담당 특보
  - 며느리 :심효식(沈孝植, 1927년 11월 29일 ~ ), 청송인 심원구(沈元求)의 딸, 화가[42]
    - 손자 : 함재봉(咸在鳳, 1958년 9월 5일 ~ ), 아산정책연구원 이사장 겸 원장
    - 손자 : 함재학(咸在鶴, 1963년 7월 15일 ~ ), 연세대학교 법과대학 교수
- 외할아버지 : 변동준(邊東俊)

## 기타
- 어린 나이에 생모 변씨를 여의었고, 결혼 생활도 불우하여 세 번 결혼하여 세 부인을 모두 잃었다.
- 그가 한성재판소 판사 당시 무죄를 선고한 피고인 중에는 이승만도 있었다. 그는 다른 판사들과는 달리 이승만에게 관대한 판결을 내렸고, 이 일로 해방 이후 이승만을 다시 만났을 때 가깝게 지낼 수 있었다.
- 고숙원에게서 얻은 아들 함병욱(咸秉昱)은 1930년 4월 6일 사립숭실학교입학 시험을 보러 가는 학우 안수봉(安壽鳳), 최규룡(崔圭龍) 등과 함께 배로 대동강을 건너다가, 보트 충돌로 사망하였다.[43]
- 고숙원에게서 얻은 아들인 함병소의 아들인 손자 함재경은 마이크로소프트사에 근무했다.
- 함태영은 생전 4대손 함영덕을 보기도 했다. 본처에게서 얻은 아들 함병철의 증손자이자, 함태영의 손자인 함인섭의 손자였다.

## 같이 보기
| - 3·1 만세 운동 - 민족대표 48인 - 대한민국 임시정부 - 독립촉성중앙회 - 제1공화국 - 제2공화국 - 대한민국의 부통령 - 이승만 - 김규식 - 김구 - 김순애 - 홍종우 | - 민주의원 - 조만식 - 이시영 - 송진우 - 김성수 - 이범석 - 윤치영 - 윤치호 - 이기붕 - 장면 - 장택상 - 박정희 | - 남조선과도입법의원 - 자유당 - 신익희 - 장건상 - 조봉암 - 함인섭 - 국민장 |

## 함태영을 연기한 배우
- 단역, 최명수 - 1981년 (제1공화국) MBC TV 드라마

## 역대 선거 결과
| 선거명                | 직책명 | 대수 | 정당   | 1차 득표율 | 1차 득표수  | 2차 득표율 | 2차 득표수 | 3차 득표율 | 3차 득표수 | 결과 | 당락                       |
| --------------------- | ------ | ---- | ------ | ---------- | ----------- | ---------- | ---------- | ---------- | ---------- | ---- | -------------------------- |
| 제2대 부통령 보궐선거 | 부통령 | 2대  | 무소속 | 11.26%     | 17표        | 6.62%      | 10표       |            |            | 3위  | 낙선                       |
| 제3대 부통령 선거     | 부통령 | 3대  | 무소속 | 41.3%      | 2,943,813표 |            |            |            |            | 1위  | 대한민국 제3대 부통령 당선 |

## 참고 자료
- 함태영 : 독립유공자 공훈록 - 국가보훈처
- 김정준, 《함태영옹 세계 일주기》 (서울:성문학사, 1957)
- 강준만, 《한국현대사산책:1950년대편 1권》 (인물과사상사, 2006)
- 정부 전복혐의 이승만… 사형 위기서 구해준 함태영 조선일보 2015.07.21.
- [법조인 열전 ④] 법관양성소 1회 수석졸업생 함태영의 생애 대한변협신문 2010.01.28.
- 신교회인물열전/(30)함태영목사 한국기독공보 2003.10.25.
- 강릉·양근함씨대동보 회상사 1987.2.

|                                 | 제3대 대한민국 부통령             |            |
| ------------------------------- | --------------------------------- | ---------- |
| 전 임 (권한대행)장택상          | 1952년 8월 15일 ~ 1956년 8월 14일 | 후 임 장면 |
| 이시영 · 김성수 · 함태영 · 장면 |                                   |            |

| 전임 명제세 | 제2대 심계원장 1949년 11월 24일 ~ 1952년 7월 22일 | 후임 노진설 |